# 玉恒
玉恒（335年-338年三月）是十六国时期成汉政权成幽公李期的年号，共计4年。
玉恒四年四月李寿即位，改元汉兴元年。
玉恒与上一个年号玉衡音近，钟渊映《历代纪年考》认为《华阳国志》没有玉衡年号，可能是玉衡是李期所改，李雄并没有改元玉衡，而记载错误，误以为是李雄年号；也有可能是李期没有改元，而是沿用李雄年号。但是这两个年号无从考质。

## 纪年
| 玉恒 | 元年  | 二年  | 三年  | 四年  |
| ---- | ----- | ----- | ----- | ----- |
| 公元 | 335年 | 336年 | 337年 | 338年 |
| 干支 | 乙未  | 丙申  | 丁酉  | 戊戌  |

## 参看
- 中国年号索引
- 同期存在的其他政权年号
  - 咸康（335年-342年）：东晋皇帝晉成帝司馬衍年号
  - 建兴：前凉政权年号
  - 建武（335年-348年）：后赵政权石虎年号
  - 龙兴（337年七月）：后赵时期农民起义领袖侯子光年号

## 資料來源
1. ↑  葉慶炳. . 台灣: 台灣學生書局. 1990-08-15. ISBN 9571501298.
2. ↑  . 五南圖書出版股份有限公司. 2002  [2018-08-27]. ISBN 9789571128702. （原始内容存档于2018-08-27） （中文（臺灣））.